# Raoulia australis
Raoulia australis là một loài thực vật có hoa trong họ Cúc. Loài này được Hook.f. ex Raoul miêu tả khoa học đầu tiên năm 1846.